# Platyrhacus chuncho
Platyrhacus chuncho är en mångfotingart som beskrevs av Chamberlin 1941. Platyrhacus chuncho ingår i släktet Platyrhacus och familjen Platyrhacidae. Inga underarter finns listade i Catalogue of Life.